# Hafjell GP
La Hafjell GP es una carrera de ciclismo en ruta profesional de un día en formato de contrarreloj individual que se realiza en Noruega. Fue creada en 2018 y recibió la categoría 1.2 dentro de los Circuitos Continentales UCI, formando parte del UCI Europe Tour.
La carrera forma parte del Uno-X Development Weekend, circuito que se realiza a finales de agosto e inicios de septiembre en las provincias de Hedmark y Oppland en Noruega y que comprende las carreras de Hafjell GP, Lillehammer GP y Gylne Gutuer.

## Palmarés
| Año  | Ganador            | Segundo               | Tercero               |           |
| ---- | ------------------ | --------------------- | --------------------- | --------- |
| 2018 | Martin Toft Madsen | Mikkel Bjerg          | Johan Price-Pejtersen |           |
| 2019 | Mikkel Bjerg       | Johan Price-Pejtersen | Rasmus Quaade         |           |
| 2020 | Andreas Leknessund | Stein-Erik Eriksen    | Tore Andre Aase Vabø  |           |
| 2021 | cancelada          | cancelada             | cancelada             | cancelada |

## Palmarés por países
| País      | Victorias |
| --------- | --------- |
| Dinamarca | 2         |
| Noruega   | 1         |